# Eknakan
Eknakan är en ort i Mexiko.   Den ligger i kommunen Cuzamá och delstaten Yucatán, i den östra delen av landet, 1 000 km öster om huvudstaden Mexico City. Eknakan ligger 21 meter över havet och antalet invånare är 698.
Terrängen runt Eknakan är mycket platt. Runt Eknakan är det ganska glesbefolkat, med 34 invånare per kvadratkilometer. Närmaste större samhälle är Cuzama, 5,7 km öster om Eknakan. I omgivningarna runt Eknakan växer i huvudsak lövfällande lövskog.